# Égypte aux Jeux olympiques d'hiver de 1984
C'est la première apparition de l'Égypte  aux Jeux olympiques d'hiver et la seule à ce jour. Le pays est représenté par un unique skieur, Jamil El-Reedy. 
Celui-ci fut inscrit à trois épreuves mais ces résultats ne furent guère brillant puisqu'il se classe dernier des 60 concurrents en descente, avant-dernier du slalom et éliminé pour le géant. Il faut dire qu'il s'était "préparé en passant 40 jours dans une grotte dans le désert égyptien".

## Ski alpin
Homme
| Athlète        | Compétition  | Manche 1 | Manche 1   | Manche 2 | Manche 2   | Total   | Total      |
| Athlète        | Compétition  | Temps    | Classement | Temps    | Classement | Temps   | Classement |
| -------------- | ------------ | -------- | ---------- | -------- | ---------- | ------- | ---------- |
| Jamil El-Reedy | Descente     |          |            |          |            | 3:13.86 | 60         |
| Jamil El-Reedy | Slalom Géant | DNF      | –          | –        | –          | DNF     | –          |
| Jamil El-Reedy | Slalom       | 1:30.56  | 65         | 1:26.37  | 46         | 2:56.93 | 46         |